# Stéphane Rousson
Pour les articles homonymes, voir Belgrand et Rousson.
Ne doit pas être confondu avec Stéphane Rousseau.
 (août 2022).
 (aout 2022).
Il peut être nécessaire de l'améliorer pour respecter le principe de neutralité de point de vue. Veuillez consulter la page de discussion pour plus de détails.

Stephane Belgrand Rousson, né le 18 février 1969 à Nice, est un inventeur français qui développe des véhicules à propulsion humaine ou utilisant des systèmes à faible puissance ou des énergies renouvelables.

## Réalisations techniques et inventions

### Ballons dirigeables à propulsion humaine
Le concept de vol est démontré par Gerard Feldzer et Nicolas Hulot en 1992 lors d'essais avec un ballon appelé le  Zeppy 2. L'objectif de recherche est de démontrer le principe de vol d'un tel engin lors d'une traversée maritime.

#### Premier ballon d'essai
Stéphane Belgrand Rousson débute en 2005 la construction de son premier ballon à propulsion humaine, le Mlle Louise, avec une nacelle en position couchée pour obtenir plus de performances et tenter la traversée de la Manche.
Le 28 septembre 2008, il tente d'être le premier à traverser de la Manche en ballon dirigeable à propulsion humaine. Il est accompagné par deux bateaux d'assistance mais échoue à quelques kilomètres de l'arrivée, poussé par des vents contraires. 

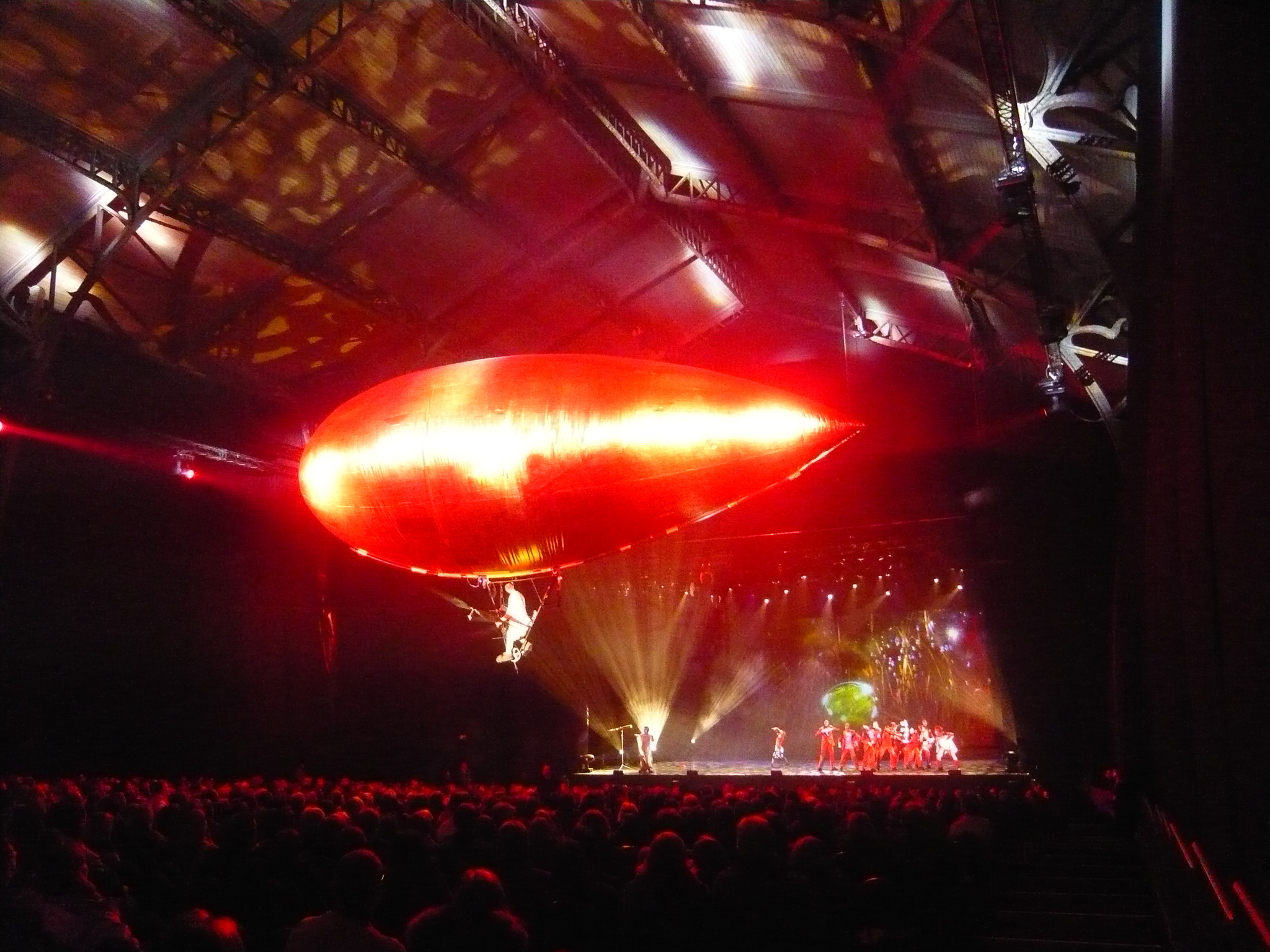
Zeppy à Tour et Taxis.
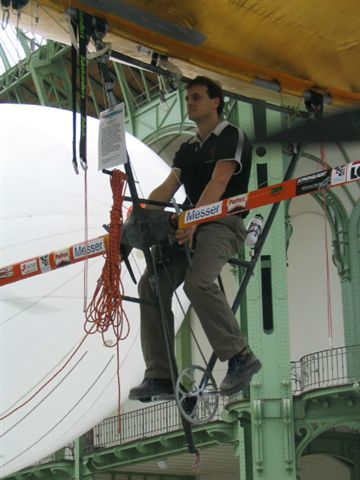
Nacelle du Zeppy au Grand Palais.

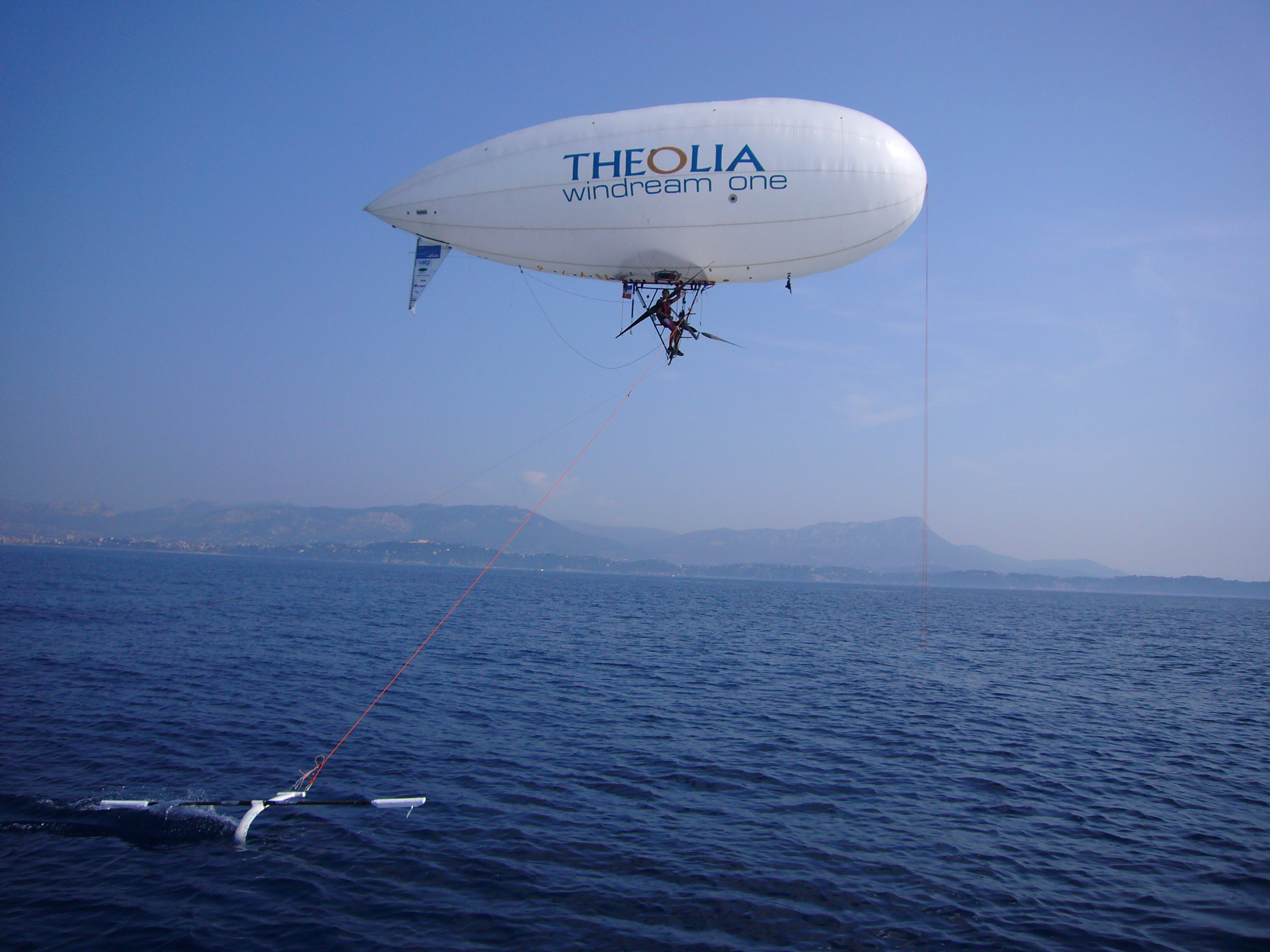
Voilier des airs Aerosail.

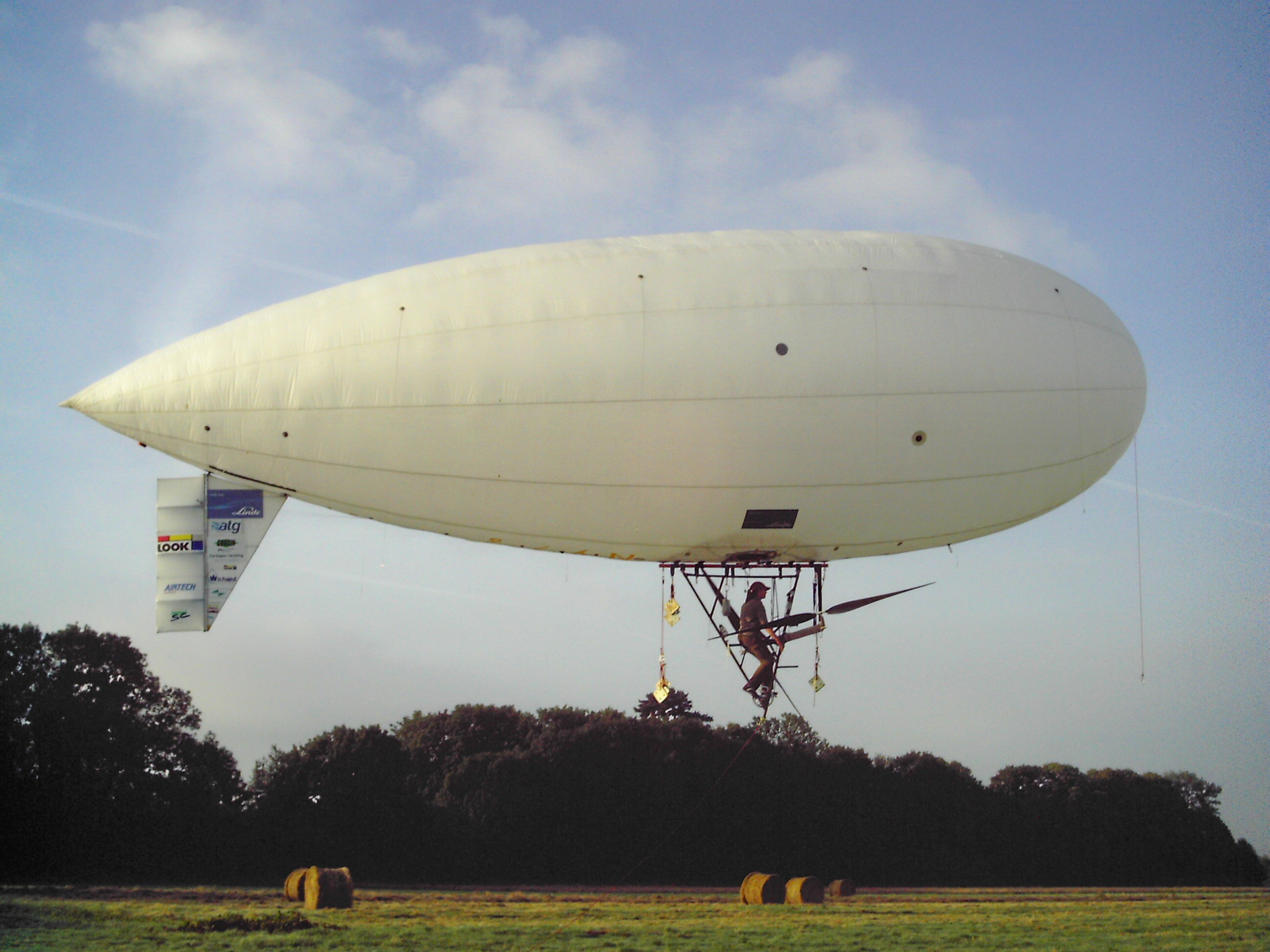
Ballon dirigeable à propulsion humaine Mlle Louise.

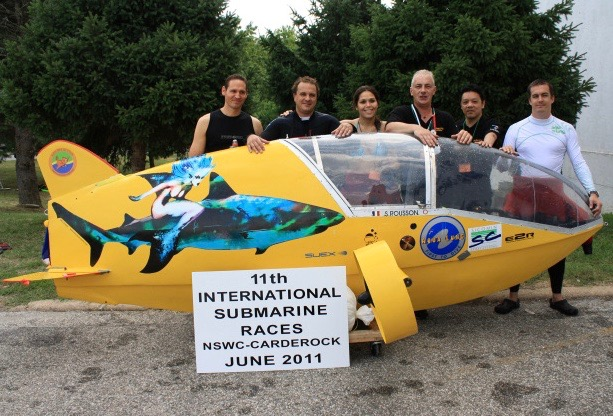
L'équipe du Scubster au Naval Warfare Surface Center de Bethesda, États-Unis.

#### L'aérosail
En 2014, Stephane Rousson conçoit un nouveau ballon aéromaritime, l'Aerosail,.  
À partir de 2014, le projet est confronté à plusieurs blocages administratifs lui interdisant un décollage depuis le sol français pour réaliser ses essais. Le 28 septembre 2014, il effectue un gonflage depuis une barge en mer dans la baie de Roquebrune-Cap-Martin et évolue au large de Monaco,,.  

#### Le zeppy
En février 2018, il réalise son troisième vol libre (sans lien captif à la mer) avec le ballon Zeppy à propulsion humaine musculaire. Le vol a lieu dans la baie de Villefranche-sur-Mer. Il s'agit d'un vol d’entraînement pour tester du matériel en vue des préparatifs pour une traversée vers la Corse sans consommation directe de carburant générant du CO2.

### Sous-marin
Stephane Belgrand développe un sous-marin à propulsion humaine, le Scubster, en s'associant avec le designer Minh-lôc Truong et l'ingénieur Bruno Sertier en 2010. Les premiers essais ont lieu à Villefranche-sur-Mer.  
Avec son équipe du Team Scubster, ils remportent le 2 juillet 2011 un prix de l‘innovation pour la maniabilité du Scubster, lors du Naval Warfare Surface Center de Bethesda, aux États-Unis,  au 11e championnat du monde de sous-marins à propulsion humaine.
Ils créent en 2013 une version électrique, le Scubster Nemo. Le sous-marin est équipé d'une propulsion électrique pour plongées scientifiques et techniques. C'est un véhicule faisant partie de la catégorie des sous-marin humide de poche,.

### Chaises Bleues
En 2022, à leur propre initiative, Stephane Belgrand Rousson et le designer Minh-lôc Truong proposent à la Ville de Nice un nouveau design pour la Chaise Bleue,. Ils proposent une fabrication à partir de bois liquide,,. En 2024, la mairie rappelle « ne pas chercher à remplacer le modèle actuel ».

## Publications
- Voyage à la lisière de l'Utopie[31], ouvrage photos et textes accompagné du film de 22 minutes sur DVD[32].
- Théorie du Ballon dirigeable, manuel de vol du ballon dirigeable ULM Classe 5.
- Aérosail Voilier des airs, 2015 [lire en ligne] [PDF].